# كريستيان هيرمان
كريستيان هيرمان (بالألمانية: Christian Herrmann)‏ هو لاعب كرة قدم ألماني، ولد في 16 يناير 1966 في ألمانيا. لعب مع شالكه 04 ونادي بوخوم.

## وصلات خارجية
- كريستيان هيرمان على موقع قاعدة بيانات كرة القدم.إي يو (الإنجليزية)
- كريستيان هيرمان على موقع بيانات كرة القدم. دي إي (الألمانية)
- كريستيان هيرمان على موقع عالم كرة القدم.نت (الإنجليزية)